# Parantipathes laricides
Parantipathes laricides är en korallart som beskrevs av van Pesch 1914. Parantipathes laricides ingår i släktet Parantipathes och familjen Schizopathidae. Inga underarter finns listade i Catalogue of Life.